# Acmopolynema obscuricorne
Acmopolynema obscuricorne är en stekelart som beskrevs av Fidalgo 1989. Acmopolynema obscuricorne ingår i släktet Acmopolynema och familjen dvärgsteklar. Inga underarter finns listade i Catalogue of Life.